# Dawid z Sasunu
Dawid z Sasunu – staroormiański ludowy epos bohaterski, opowiadający o dziejach Sasunu, jednej z zachodnich części Armenii, aż do czasu najazdu Arabów w IX. Epos składa się z czterech części. Przez wieki był przekazywany ustnie w różnych dialektach języka ormiańskiego. Przekazy ludowe sformułowane w piętnastu dialektach zostały spisane dopiero w 2 połowie XIX i I połowie XX wieku. Na język polski jedną z części eposu przełożył Igor Sikirycki. Utwór opowiada dzieje młodego siłacza, który broni swojego kraju. W Armenii zachowała się tradycja głośnej recytacji poematu w ważne święta.